# La morte del cigno

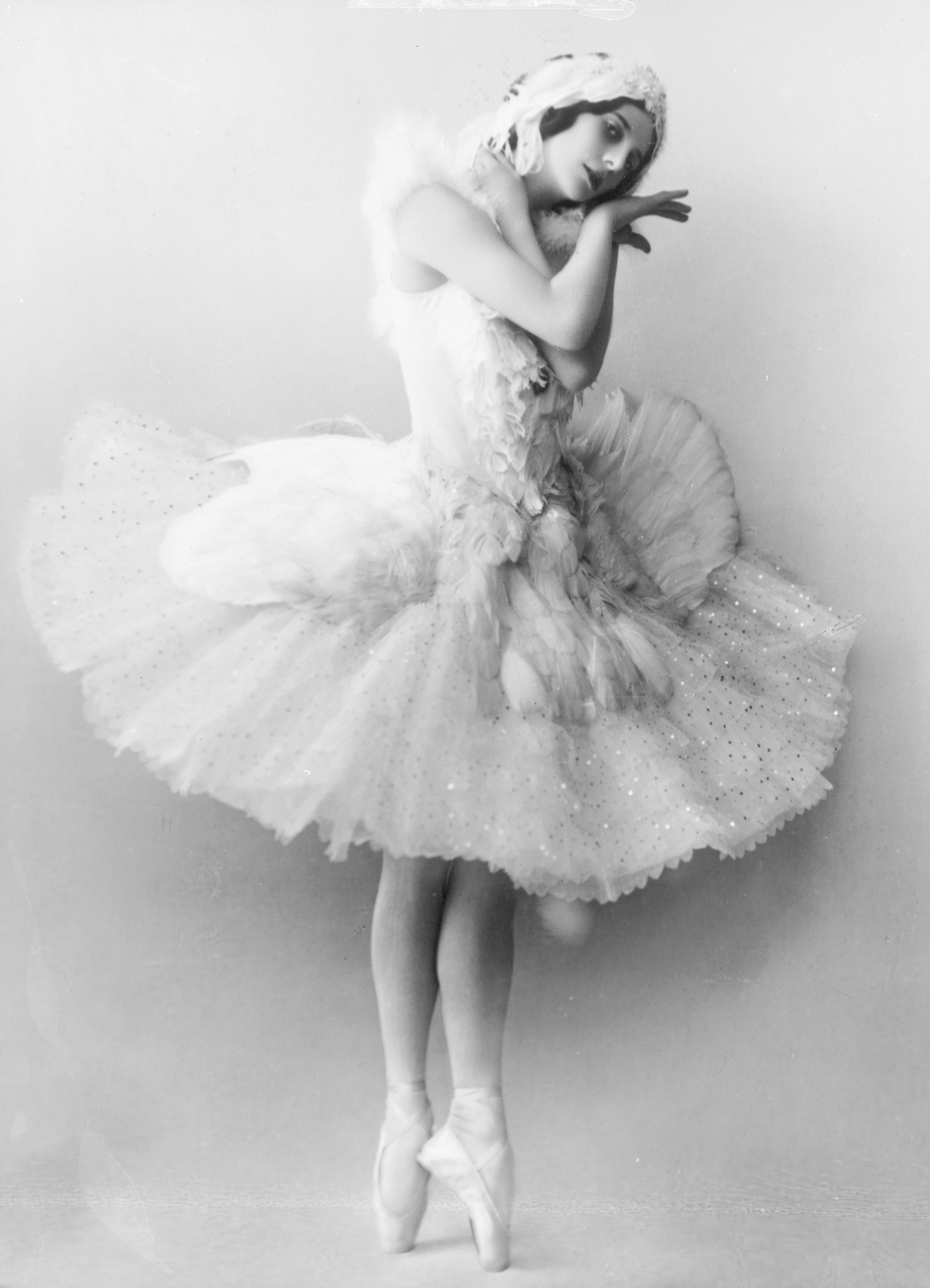
Anna Pavlova ne La morte del cigno.

La morte del cigno (originariamente Il cigno) è un assolo coreografico di Michel Fokine su un brano musicale di Camille Saint-Saëns, il cigno da Il carnevale degli animali; il balletto fu composto nel 1901 appositamente per Anna Pavlova e messo in scena per la prima volta nel 1907 a San Pietroburgo. Da allora questa coreografia ha influenzato le moderne interpretazioni di Odette ne Il lago dei cigni di Čajkovskij e ha ispirato varie interpretazioni, anche non fedeli alla trama originale, come variazioni del finale trasformato in lieto da tragico.
Ispirata da alcuni cigni che aveva visto nei parchi pubblici e dal poema di Lord Tennyson The Swan Dying, Anna Pavlova, che era appena diventata prima ballerina del Balletto Mariinskij, chiese a Fokine di creare un balletto da solista appositamente per lei per il concerto che avrebbe dovuto essere presentato presso il Teatro Mariinskij. La prima del balletto avvenne il 22 dicembre 1907 e riscosse un enorme successo; fu eseguito dalla Pavlova migliaia di volte diventando il simbolo della ballerina. La morte del Cigno divenne così l'emblema del nuovo balletto russo. Era una combinazione di tecnica ed espressività che coinvolgeva tutto il corpo, non solo gli arti, un esempio di come la danza poteva soddisfare non solo l'aspetto visivo, ma penetrare anche nell'anima, generando emozioni e immaginazione.
Il titolo originario del balletto era Il Cigno ma in seguito, grazie alla intensa e drammatica interpretazione tremula della Pavlova, fu chiamato La morte del cigno.
Si racconta che la Pavlova sul suo letto di morte a L'Aia gridò: "Datemi il mio costume di cigno".